# Critics' Choice Super Awards 2022
O 2.º Critics' Choice Super Awards ou Critics' Choice Super Awards 2022, apresentado pela Critics Choice Association, homenageou os mais populares filmes e séries de 2021. Os premiados foram anunciados em 17 de março de 2022, sem transmissão televisiva.

## Indicados
Os indicados foram anunciados em 22 de fevereiro de 2022.

### Filmes
| Melhor Filme de Ação - No Time to Die (MGM) - Gunpowder Milkshake (Netflix) - The Harder They Fall (Netflix) - The Last Duel (20th Century Studios) - Nobody (Universal) - Wrath of Man (MGM) | Melhor Filme de Terror - A Quiet Place Part II (Paramount) - Candyman (Universal) - Last Night in Soho (Focus Features) - Malignant (Warner Bros.) - The Night House (Searchlight Pictures) - Titane (Neon) |
| Melhor Filme de Ficção Científica/Fantasia - Dune (Warner Bros.) - Don't Look Up (Netflix) - Free Guy (20th Century Studios) - The Green Knight (A24) - The Mitchells vs. the Machines (Netflix) - Swan Song (Apple TV+) | Melhor Filme de Super-Herói - Spider-Man: No Way Home (Sony/Marvel Studios) - Black Widow (Marvel Studios) - Eternals (Marvel Studios) - Shang-Chi and the Legend of the Ten Rings (Marvel Studios) - The Suicide Squad (Warner Bros.) - Zack Snyder's Justice League (Warner Bros.) |
| Melhor Ator em Filme de Ação - Daniel Craig como James Bond – No Time to Die (MGM) - Liam Neeson como Mike McCann – The Ice Road (Netflix) - Bob Odenkirk como Hutch Mansell – Nobody (Universal) - Mads Mikkelsen como Markus Hansen – Riders of Justice (Magnet) - Jonathan Majors como Nat Love – The Harder They Fall (Netflix) - Dwayne Johnson como Frank Wolff – Jungle Cruise (Disney) | Melhor Atriz em Filme de Ação - Jodie Comer como Marguerite de Carrouges – The Last Duel (20th Century Studios) - Maggie Q como Anna Dutton – The Protégé (Lionsgate) - Karen Gillan como Sam – Gunpowder Milkshake (Netflix) - Regina King como Trudy Smith – The Harder They Fall (Netflix) - Ana de Armas como Paloma – No Time to Die (MGM) - Lashana Lynch como Nomi – No Time to Die (MGM) |
| Melhor Ator em Filme de Terror - Yahya Abdul-Mateen II como Anthony McCoy – Candyman (Universal) - Dave Davis como Yakov Ronen – The Vigil (IFC Midnight) - Nicolas Cage como o Zelador – Willy's Wonderland (Screen Media) - Cillian Murphy como Emmett – A Quiet Place Part II (Paramount) - Vincent Lindon como Vincent – Titane (Neon) - Sam Richardson como Finn Wheeler – Werewolves Within (IFC Films) | Melhor Atriz em Filme de Terror - Agathe Rousselle como Alexia – Titane (Neon) - Rebecca Hall como Beth – The Night House (Searchlight Pictures) - Anya Taylor-Joy como Alexandra "Sandie" Collins – Last Night in Soho (Focus Features) - Barbara Crampton como Anne Feder – Jakob's Wife (Alliance Media Partners) - Millicent Simmonds como Reagan Abbott – A Quiet Place Part II (Paramount) - Thomasin McKenzie como Eloise "Ellie" Turner – Last Night in Soho (Focus Features)                                                                   |
| Melhor Ator em Filme de Ficção Científica/Fantasia - Dev Patel como Gauvain – The Green Knight (A24) - Tom Hanks como Finch – Finch (Apple TV+) - Mahershala Ali como Cameron Turner – Swan Song (Apple TV+) - Ryan Reynolds como Guy – Free Guy (20th Century Studios) - Leonardo DiCaprio como Dr. Randall Mindy – Don't Look Up (Netflix) - Timothée Chalamet como Paul Atreides – Dune (Warner Bros.) | Melhor Atriz em Filme de Ficção Científica/Fantasia - Rebecca Ferguson como Lady Jessica – Dune (Warner Bros.) - Jodie Comer como Millie Rusk – Free Guy (20th Century Fox) - Alicia Vikander como Lady Bertilak – The Green Knight (A24) - Cate Blanchett como Brie Evantree – Don't Look Up (Netflix) - Mckenna Grace como Phoebe Spengler – Ghostbusters: Afterlife (Sony) - Jennifer Lawrence como Kate Dibiasky – Don't Look Up (Netflix) |
| Melhor Ator em Filme de Super-Herói - Andrew Garfield como Peter Parker / Homem-Aranha / "Peter-Três" – Spider-Man: No Way Home (Sony/Marvel Studios) - Simu Liu como Shang-Chi – Shang-Chi and the Legend of the Ten Rings (Marvel Studios) - Idris Elba como Robert DuBois / Sanguinário – The Suicide Squad (Warner Bros.) - John Cena como Christopher Smith / Pacificador – The Suicide Squad (Warner Bros.) - Tony Leung como Xu Wenwu / O Mandarim – Shang-Chi and the Legend of the Ten Rings (Marvel Studios) - Tom Holland como Peter Parker / Homem-Aranha / "Peter-Um" – Spider-Man: No Way Home (Sony/Marvel Studios) | Melhor Atriz em Filme de Super Herói - Florence Pugh como Yelena Belova – Black Widow (Marvel Studios) - Zendaya como Michelle "MJ" Jones-Watson – Spider-Man: No Way Home (Sony/Marvel Studios) - Gal Gadot como Diana Prince / Mulher-Maravilha – Zack Snyder's Justice League (Warner Bros.) - Michelle Yeoh como Ying Nan – Shang-Chi and the Legend of the Ten Rings (Marvel Studios) - Margot Robbie como Harley Quinn – The Suicide Squad (Warner Bros.) - Scarlett Johansson como Natasha Romanoff / Viúva Negra – Black Widow (Marvel Studios) |
| Melhor Vilão em Filme - Willem Dafoe como Norman Osborn / Duende Verde – Spider-Man: No Way Home (Sony/Marvel Studios) - Idris Elba como Rufus Buck – The Harder They Fall (Netflix) - Tony Todd como Daniel Robitaille / Candyman – Candyman (Universal) - Tony Leung como Xu Wenwu – Shang-Chi and the Legend of the Ten Rings (Marvel Studios) - Ben Affleck como Conde Pierre D'Alençon – The Last Duel (20th Century Studios) - Marina Mazepa (performance) & Ray Chase (voz) como Gabriel – Malignant (Warner Bros.) | |

### Televisão
| Melhor Série de Ação - Squid Game (Netflix) - 9-1-1 (Fox) - Cobra Kai (Netflix) - Heels (Starz) - Kung Fu (The CW) - Lupin (Netflix) | Melhor Série de Terror - Yellowjackets (Showtime) - Chucky (Syfy/USA) - Dr. Death (Peacock) - Evil (Paramount+) - Midnight Mass (Netflix) - Servant (Apple TV+) |
| Melhor Série de Ficção Científica/Fantasia - Station Eleven (HBO Max) - Foundation (Apple TV+) - Resident Alien (Syfy) - Snowpiercer (TNT) - Star Trek: Discovery (Paramount+) - The Witcher (Netflix) | Melhor Série de Super-Heróis - WandaVision (Disney+) - Doom Patrol (HBO Max) - Hawkeye (Disney+) - Loki (Disney+) - Lucifer (Netflix) - Superman & Lois (The CW) |
| Melhor Ator em Série de Ação - Lee Jung-jae como Seong Gi-hun – Squid Game (Netflix) - Omar Sy como Assane Diop – Lupin (Netflix) - Mike Faist como Dodge Mason – Panic (Prime Video) - William Zabka como Johnny Lawrence – Cobra Kai (Netflix) - Ralph Macchio como Daniel LaRusso – Cobra Kai (Netflix) - Alexander Ludwig como Ace Spade – Heels (Starz)                                                                     | Melhor Atriz em Série de Ação - HoYeon Jung como Kang Sae-byeok – Squid Game (Netflix) - Olivia Liang como Nicky Shen – Kung Fu (The CW) - Queen Latifah como Robyn McCall – The Equalizer (CBS) - Angela Bassett como Athena Grant-Nash – 9-1-1 (Fox) - Kim Joo-ryoung como Han Mi-nyeo – Squid Game (Netflix) - Mary McCormack como Willie Day – Heels (Starz) |
| Melhor Ator em Série de Terror - Hamish Linklater como Padre Paul Hill – Midnight Mass (Netflix) - Mike Colter como David Acosta – Evil (Paramount+) - Zach Gilford como Riley Flynn – Midnight Mass (Netflix) - Rupert Grint como Julian Pearce – Servant (Apple TV+) - Aasif Mandvi como Ben Shakir – Evil (Paramount+) - Adrien Brody como Charles Boone – Chapelwaite (Epix)                                                 | Melhor Atriz em Série de Terror - Melanie Lynskey como Shauna – Yellowjackets (Showtime) - Kate Siegel como Erin Greene – Midnight Mass (Netflix) - Katja Herbers como Drª. Kristen Bouchard – Evil (Paramount+) - Christine Lahti como Sheryl Luria – Evil (Paramount+) - Lauren Ambrose como Dorothy Turner – Servant (Apple TV+) - Samantha Sloyan como Bev Keane – Midnight Mass (Netflix)                                                                        |
| Melhor Ator em Série de Ficção Científica/Fantasia - Daveed Diggs como Andre Layton – Snowpiercer (TNT) - Lee Pace como Irmão Day – Foundation (Apple TV+) - Alan Tudyk como Dr. Harry Vanderspiegle – Resident Alien (Syfy) - Henry Cavill como Geralt de Rívia – The Witcher (Netflix) - Jared Harris como Hari Seldon – Foundation (Apple TV+) - Matthew Goode como Matthew Clairmont – A Discovery of Witches (Sundance Now) | Melhor Atriz em Série de Ficção Científica/Fantasia - Mackenzie Davis como Kirsten Raymonde – Station Eleven (HBO Max) - Alison Wright como Ruth Wardell – Snowpiercer (TNT) - Teresa Palmer como Diana Bishop – A Discovery of Witches (Sundance Now) - Laura Donnelly como Amalia True – The Nevers (HBO) - Jodie Whittaker como Décima terceira Doutora – Doctor Who (BBC America) - Sonequa Martin-Green como Michael Burnham – Star Trek: Discovery (Paramount+) |
| Melhor Ator em Série de Super-Heróis - Tom Hiddleston como Loki – Loki (Disney+) - Tom Ellis como Lucifer Morningstar – Lucifer (Netflix) - Paul Bettany como Visão – WandaVision (Disney+) - Tyler Hoechlin como Clark Kent / Superman – Superman & Lois (The CW) - Brendan Fraser como Cliff Steele – Doom Patrol (HBO Max) - Anthony Mackie como Sam Wilson / Falcão – The Falcon and the Winter Soldier (Disney+)            | Melhor Atriz em Série de Super-Heróis - Elizabeth Olsen como Wanda Maximoff / Feiticeira Escarlate – WandaVision (Disney+) - Javicia Leslie como Ryan Wilder / Batwoman – Batwoman (The CW) - Kathryn Hahn como Agnes / Agatha Harkness – WandaVision (Disney+) - Hailee Steinfeld como Kate Bishop – Hawkeye (Disney+) - Sophia Di Martino como Sylvie – Loki (Disney+) - Gugu Mbatha-Raw como Juíza Ravonna Renslayer – Loki (Disney+)                              |
| Melhor Vilão em Série - Kathryn Hahn como Agnes / Agatha Harkness – WandaVision (Disney+) - Joshua Jackson como Dr. Christopher Duntsch – Dr. Death (Peacock) - Jonathan Majors como Aquele Que Permanece – Loki (Disney+) - Michael Emerson como Dr. Leland Townsend – Evil (Paramount+) - Vincent D'Onofrio como Wilson Fisk / Rei do Crime – Hawkeye (Disney+) - Samantha Sloyan como Bev Keane – Midnight Mass (Netflix)     | |

## Mais Indicações

### Filmes
| Filme                                     | Gênero                     | Estúdio                      | Nº de Indicações |
| ----------------------------------------- | -------------------------- | ---------------------------- | ---------------- |
| Shang-Chi and the Legend of the Ten Rings | Super-Herói                | Marvel Studios               | 5                |
| Spider-Man: No Way Home                   | Super-Herói                | Sony Pictures/Marvel Studios | 5                |
| Don't Look Up                             | Ficção Científica/Fantasia | Netflix                      | 4                |
| The Harder They Fall                      | Ação                       | Netflix                      | 4                |
| No Time to Die                            | Ação                       | Metro-Goldwyn-Mayer          | 4                |
| The Suicide Squad                         | Super-Herói                | Warner Bros. Pictures        | 4                |
| A Quiet Place Part II                     | Terror                     | Paramount Pictures           | 3                |
| Black Widow                               | Super-Herói                | Marvel Studios               | 3                |
| Candyman                                  | Terror                     | Universal Pictures           | 3                |
| Dune                                      | Ficção Científica/Fantasia | Warner Bros. Pictures        | 3                |
| Free Guy                                  | Ficção Científica/Fantasia | 20th Century Studios         | 3                |
| The Green Knight                          | Ficção Científica/Fantasia | A24                          | 3                |
| The Last Duel                             | Ação                       | 20th Century Studios         | 3                |
| Last Night in Soho                        | Terror                     | Focus Features               | 3                |
| Titane                                    | Terror                     | Neon                         | 3                |
| Gunpowder Milkshake                       | Ação                       | Netflix                      | 2                |
| Malignant                                 | Terror                     | Warner Bros. Pictures        | 2                |
| The Night House                           | Terror                     | Searchlight Pictures         | 2                |
| Nobody                                    | Ação                       | Universal Pictures           | 2                |
| Swan Song                                 | Ficção Científica/Fantasia | Apple TV+                    | 2                |
| Zack Snyder's Justice League              | Super-Herói                | HBO Max                      | 2                |

### Televisão
| Séries                 | Gênero                     | Rede         | Nº de Indicações |
| ---------------------- | -------------------------- | ------------ | ---------------- |
| Evil                   | Terror                     | Paramount+   | 6                |
| Midnight Mass          | Terror                     | Netflix      | 6                |
| Loki                   | Super-Herói                | Disney+      | 5                |
| WandaVision            | Super-Herói                | Disney+      | 5                |
| Squid Game             | Ação                       | Netflix      | 4                |
| Cobra Kai              | Ação                       | Netflix      | 3                |
| Foundation             | Ficção Científica/Fantasia | Apple TV+    | 3                |
| Hawkeye                | Super-Herói                | Disney+      | 3                |
| Heels                  | Ação                       | Starz        | 3                |
| Servant                | Terror                     | Apple TV+    | 3                |
| Snowpiercer            | Ficção Científica/Fantasia | TNT          | 3                |
| 9-1-1                  | Ação                       | Fox          | 2                |
| A Discovery of Witches | Ficção Científica/Fantasia | Sundance Now | 2                |
| Doom Patrol            | Super-Herói                | HBO Max      | 2                |
| Dr. Death              | Terror                     | Peacock      | 2                |
| Kung Fu                | Ação                       | The CW       | 2                |
| Lucifer                | Super-Herói                | Netflix      | 2                |
| Lupin                  | Ação                       | Netflix      | 2                |
| Resident Alien         | Ficção Científica/Fantasia | Syfy         | 2                |
| Star Trek: Discovery   | Ficção Científica/Fantasia | Paramount+   | 2                |
| Station Eleven         | Ficção Científica/Fantasia | HBO Max      | 2                |
| Superman & Lois        | Super-Herói                | The CW       | 2                |
| The Witcher            | Ficção Científica/Fantasia | Netflix      | 2                |
| Yellowjackets          | Terror                     | Showtime     | 2                |

1. ↑  Previously categorized as Action

### Rede/Estúdio
| Rede ou Estúdio      | Nº de Indicações |
| -------------------- | ---------------- |
| Netflix              | 31               |
| Disney+              | 14               |
| Marvel Studios       | 14               |
| Apple TV+            | 9                |
| Warner Bros.         | 9                |
| Paramount+           | 8                |
| 20th Century Studios | 6                |
| HBO Max              | 6                |
| Sony Pictures        | 6                |
| The CW               | 5                |
| Metro-Goldwyn-Mayer  | 5                |
| Universal Pictures   | 5                |
| A24                  | 3                |
| Focus Features       | 3                |
| Neon                 | 3                |
| Paramount Pictures   | 3                |
| Starz                | 3                |
| Syfy                 | 3                |
| TNT                  | 3                |
| Fox                  | 2                |
| IFC Films            | 2                |
| Peacock              | 2                |
| Searchlight Pictures | 2                |
| Showtime             | 2                |
| SundanceNow          | 2                |

## Mais Vitórias

### Filme
| Filme                   | Gênero                     | Estúdio                      | Nº de Indicações |
| ----------------------- | -------------------------- | ---------------------------- | ---------------- |
| Spider-Man: No Way Home | Super-Herói                | Sony Pictures/Marvel Studios | 3                |
| Dune                    | Ficção Científica/Fantasia | Warner Bros. Pictures        | 2                |
| No Time to Die          | Ação                       | Metro-Goldwyn-Mayer          | 2                |

### Televisão
| Séries         | Gênero                     | Canal    | Nº de Indicações |
| -------------- | -------------------------- | -------- | ---------------- |
| Squid Game     | Ação                       | Netflix  | 3                |
| WandaVision    | Super-Herói                | Disney+  | 3                |
| Station Eleven | Ficção Científica/Fantasia | HBO Max  | 2                |
| Yellowjackets  | Terror                     | Showtime | 2                |

### Rede/Estúdio
| Rede ou Estúdio       | Nº de Vitórias |
| --------------------- | -------------- |
| Disney+               | 4              |
| Marvel Studios        | 4              |
| Netflix               | 4              |
| Sony Pictures         | 3              |
| HBO Max               | 2              |
| Metro-Goldwyn-Mayer   | 2              |
| Showtime              | 2              |
| Warner Bros. Pictures | 2              |